# تاكاشي كاوامورا
تاكاشي كاوامورا (باليابانية: 河村 孝) (مواليد 20 يونيو 1968)، هو لاعب كرة قدم سابق كان يلعب كمهاجم.